# Falbana

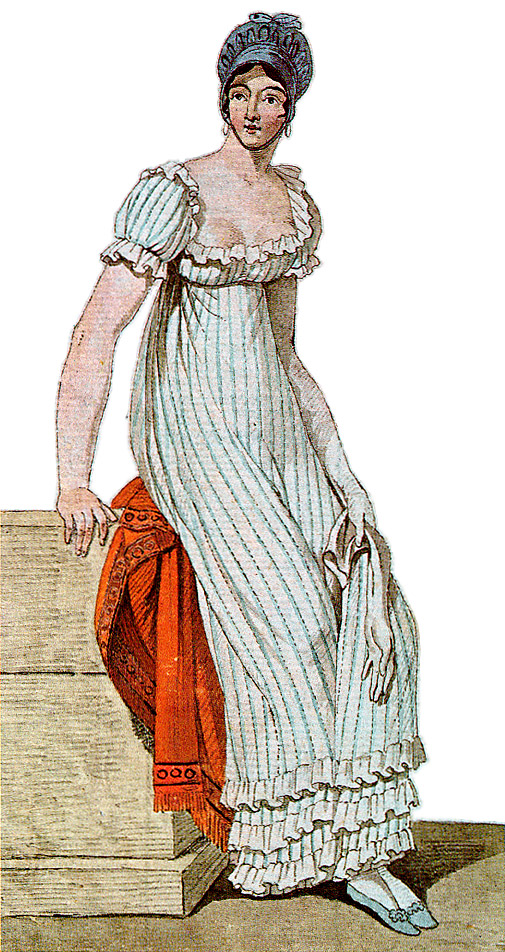
Suknia z falbankami

Falbana (fr. falbala, wł. falpalà) – rodzaj ozdoby stosowanej w bieliźniarstwie, krawiectwie, galanterii i modniarstwie.
Jest to plisa materiału dowolnej szerokości, którą się marszczy, ozdabia w fałdki lub karbuje.
Wyróżnia się jej specyficzne rodzaje:
- berta – szeroka, koronkowa falbana otaczająca dekolt sukni wieczorowych, popularna w latach 1840-60.
- wolant – falbana krojona kloszowo.